# アニちゃんねる!
『アニちゃんねる!』シリーズは、CS放送局のTBSチャンネルで放送されていたアニメ情報番組である。
2008年10月から2009年3月までは、『アニちゃんねる! 鹿谷弥生のドキドキ研究所』として放送された。
本項では、当番組の前身である『アニちゃんねる! 愛衣のドキドキ放送部』（全33回）および『アニちゃんねる! 伊藤えみのドキドキ研究所』（全24回）についても取り上げる。

## 概要・コーナー
CS放送でも数少ないアニメ情報番組として、当番組の前身である『アニちゃんねる! 愛衣のドキドキ放送部』が2007年8月から放送開始。キー局のTBSを始め、準キー局のMBSやCBCが製作しているアニメ作品の情報を送る。2008年3月末の第33回に愛衣が番組を卒業し、4月からは代わって2代目MCとして伊藤えみが司会に起用され、それに合わせて『アニちゃんねる! 伊藤えみのドキドキ研究所』に変更。当初は全50回を放送予定していたが、同年9月末の第24回（通算57回）をもって番組を卒業。同年10月からは3代目MCとして鹿谷弥生が登場し、ハイビジョン制作となり放送時間を変更した上で現タイトルに変更。2009年3月をもって放送終了。
正式な番組名が長いことから、テレビ情報誌の番組表では『鹿谷弥生』・『鹿谷弥生のドキドキ研究所』などと表記されることが多い（「アニメ情報番組」というより、「鹿谷弥生が司会の番組」として扱われていると思われる。司会の交代前も同様だった）。
スタジオの後ろには、愛衣や伊藤・鹿谷による絵が描かれた黒板（番組名変更後はホワイトボード）のほか、TBS系列で放送されているアニメ番組のポスターが数枚貼られている。コーナー構成は下記の通りである（すべて、愛衣時代から継続。また、必ずこの順番で番組が進行する）。
アニちゃん!セレクション
毎回テーマを1つ決め、そのテーマに沿った作品を8 - 10本紹介する。テーマによっては、作品そのものではなく、キャラクター1人を取り上げることもある。まれに、DVDの売り上げランキングやアニメイト・ジェネオンエンタテインメントなどからの情報が紹介されることがある。
向井政生のちょいとお話聞かせてください
主にTBS・MBS・CBCが製作しているアニメ作品を1本取り上げ、出演している声優や制作スタッフに向井が単独インタビューをするコーナー。他のコーナーとは別に収録されており、2回に分けて放送される。
Check it out!
TBS系列局やTBSチャンネルで放送中のアニメ作品を、鹿谷が紹介する。放送局ごとの日時も表記されるが、関西圏においてMBSではなくサンテレビやKBS京都で放送する場合は「他」として省略される。

## 出演
- 鹿谷弥生（3代目司会。タレント、グラビアアイドル）
- 向井政生（TBSアナウンサー）
- 堀井美香（同上。ナレーション担当）

過去の出演者
- 愛衣（2008年3月までの初代司会。グラビアアイドル。毎回、TBS系で放送のアニメ番組に登場する制服のコスプレをしていた）
- 伊藤えみ（2008年4月〜9月の2代目司会。グラビアアイドル。服装はいたって普通）

## テーマソング
ランティス（もしくは同レーベルのMellow Head）から発売されている曲が月単位で使用される。
| 年月      | オープニング曲名   | アーティスト | エンディング曲名 | アーティスト |
| --------- | ------------------ | ------------ | ---------------- | ------------ |
| 2009年2月 | Voyager train      | 茅原実里     | 虹               | milktub      |
| 2008年9月 | 雨上がりの花よ咲け | 茅原実里     | 真夏のスピカ     | 小野大輔     |
| 2008年8月 | タツマキWAVE       | Little Non   | RIOT GIRL        | 平野綾       |

## 主要スタッフ
- ディレクター・監督：加藤大
- プロデューサー：わたなべさとし
- タイトルデザイン：うとうあやこ
- 製作：TBSトライメディア・TBS

## 放送時間
本放送・再放送ともに編成上の都合で放送日時を変更することがあり、場合によってはゴールデンタイムに放送されることもある。
| 放送期間    | 本放送日時               | 再放送日時               |
| ----------- | ------------------------ | ------------------------ |
| 伊藤えみ 期 | 日曜 24時00分 - 24時30分 | 日曜 23時30分 - 24時00分 |
| 鹿谷弥生 期 | 土曜 27時30分 - 28時00分 | 土曜 27時00分 - 27時30分 |